# Senyoria de Sureda
La Senyoria de Sureda fou una jurisdicció feudal del Rosselló.
La primera senyora coneguda de Sureda va ser Beatriu de Castellrosselló, vídua de Guillem de Castellnou (mort el 1288), net del vescomte Guillem V de Castellnou. No és aclarit si Beatriu tenia Sureda del cap del seu pare, Ramon de Castellrosselló, o del del seu marit. El 1299 Beatriu fa al rei Jaume II de Mallorca l'homenatge per les justicíes de Sureda, moment en què el rei li confirma la senyoria. El seu fill Arnau de Castellnou va heretar de Sureda i de Castellrosselló. Casat amb Marquesa, tenia un fill Ramon, mort abans del 1337, darrer senyor de Castellrosselló de la nissaga dels Castellnou.